# Dioctria wiedemanni
Dioctria wiedemanni là một loài ruồi trong họ Asilidae. Dioctria wiedemanni được Meigen miêu tả năm 1820. Loài này phân bố ở vùng Cổ Bắc giới.